# Salem Tradition
Pour les articles homonymes, voir Salem.
Groupe de l'île de La Réunion emmené par le chant de Christine Salem, Salem Tradition puise son énergie dans le maloya et intègre des influences musicales des Comores, de Madagascar ou de l'Afrique de l'Ouest.